# David Terans
David Terans, vollständiger Name Miguel David Terans Pérez, (* 11. August 1994 in Montevideo) ist ein uruguayischer Fußballspieler, der als Stürmer oder offensiver Mittelfeldspieler der beim Fluminense FC in Brasilien unter Vertrag steht und Peñarol Montevideo ausgeliehen ist.

## Karriere

### Verein
Terans steht mindestens seit der Saison 2012/13 im Kader des uruguayischen Vereins Rentistas. Dort debütierte er am 3. März 2013 gegen den Rocha FC in der Segunda División. Terans trug mit zwei Toren beim entscheidenden 3:0-Sieg am 29. Juni 2013 im Duell gegen Miramar Misiones um den zweiten Aufstiegsplatz maßgeblich zum Erstligaaufstieg seines Klubs bei. In der Spielzeit 2013/14 absolvierte er bis zum Abschluss der Clausura 2014 22 Einsätze in der Primera División und erzielte dabei sieben Treffer. In der Saison 2014/15 wurde er 28-mal in der höchsten uruguayischen Spielklasse eingesetzt (vier Tore) und bestritt zwei Partien (kein Tor) der Copa Sudamericana 2014. Es folgten in der Spielzeit 2015/16 30 weitere Erstligaeinsätze (drei Tore).
Anfang Juli 2016 wurde Terans an die Santiago Wanderers ausgeliehen. Bei den Chilenen lief er 25-mal in der Liga (sechs Tore) und zweimal in der Copa Chile (kein Tor) auf.
Im Juli 2017 wurde sein Engagement beim Danubio FC ab dem Torneo Clausura 2017 vermeldet. Dort konnte er mit 22 Toren in 34 Spielen auf sich aufmerksam machen.
Im Juni 2018 unterschrieb Terans einen Fünf-Jahres-Vertrag beim brasilianischen Klub Atlético Mineiro. An die Leistungen in seiner Heimat konnte er nicht anknüpfen und wechselte nach zwei Saisons zurück nach Uruguay, wo er für Peñarol Montevideo auf Leihbasis spielte. Bei Peñarol konnte Terans in 29 Spielen 15 Tore erzielen. Nach dem Leihende wechselte Terans von Mineiro zum Ligakonkurrenten Athletico Paranaense. Mit dem Verein gewann er 2021 die Copa Sudamericana. Das Finale gegen Red Bull Bragantino fand im Estadio Centenario in seiner Geburtsstadt statt.
Anfang Juli 2023 wechselte Terans zum CF Pachuca nach Mexiko. Die Ablösesumme betrug etwas über 3,5 Millionen US-Dollar. Bei dem Klub erhielt er einen Vertrag bis Juli 2026. Mit seinem Wechsel nach Rio de Janeiro zum Fluminense FC im Januar 2024, wurde der Kontrakt vorzeitig beendet. Sein neuer Kontrakt erhielt eine Laufzeit bis Dezember 2026. Im Januar 2025 wurde Terans an Peñarol Montevideo ausgeliehen.

### Nationalmannschaft
Terans wurde für die Qualifikationsspiele zur WM 2022 in den Nationalmannschaftskader berufen. Beim 1:1 am 2. September 2021 gegen Peru gab er sein Debüt, als er in der 66. Spielminute für Giorgian De Arrascaeta eingewechselt wurde.

## Erfolge
Athletico Paranaense
- Copa Sudamericana: 2021
- Staatsmeisterschaft von Paraná: 2023

Fluminense
- Recopa Sudamericana: 2024